# BiełAZ
Białoruska Fabryka Samochodowa (Белорусский автомобильный завод – Biełaruski Autamabilny Zawod, БелАЗ – BiełAZ) – białoruski producent pojazdów rolniczych i budowlanych.

## Działalność
Fabryka została założona w 1948 roku. Po rozpadzie Związku Radzieckiego przedsiębiorstwo musiało dostosować się do zmieniającego się otoczenia gospodarczego. Żeby poszerzyć swoją linię produktów rozpoczęto produkować nowe produkty dla budownictwa drogowego i produkcji przemysłu metalurgicznego. Pojazdy BiełAZ zyskały dobrą reputację głównie w Wietnamie oraz Afryce Północnej.
BiełAZ jest jednym z największych przedsiębiorstw wśród krajów Wspólnoty Niepodległych Państw. System Zarządzania Jakością stosowany w badaniach i rozwoju, wytwarzania, budowy i sprzedaży usług w sprzęt jest zgodny z międzynarodową normą ISO 9001. Największym produkowanym obecnie w przedsiębiorstwie pojazdem jest BiełAZ 75710 o ładowności 450 ton.

## Sankcje
W 2021 r. BiełAZ został dodany do listy sankcyjnej UE, Szwajcarii i Kanady.
W marcu 2023 r. Departament Skarbu USA umieścił BelAZ i jego prezesa Siergieja Nikiforowicza na liście specjalnie wyznaczonych obywateli i osób zablokowanych (SDN). W maju 2023 r. Ukraina nałożyła także sankcje na BelAZ.

## Galeria

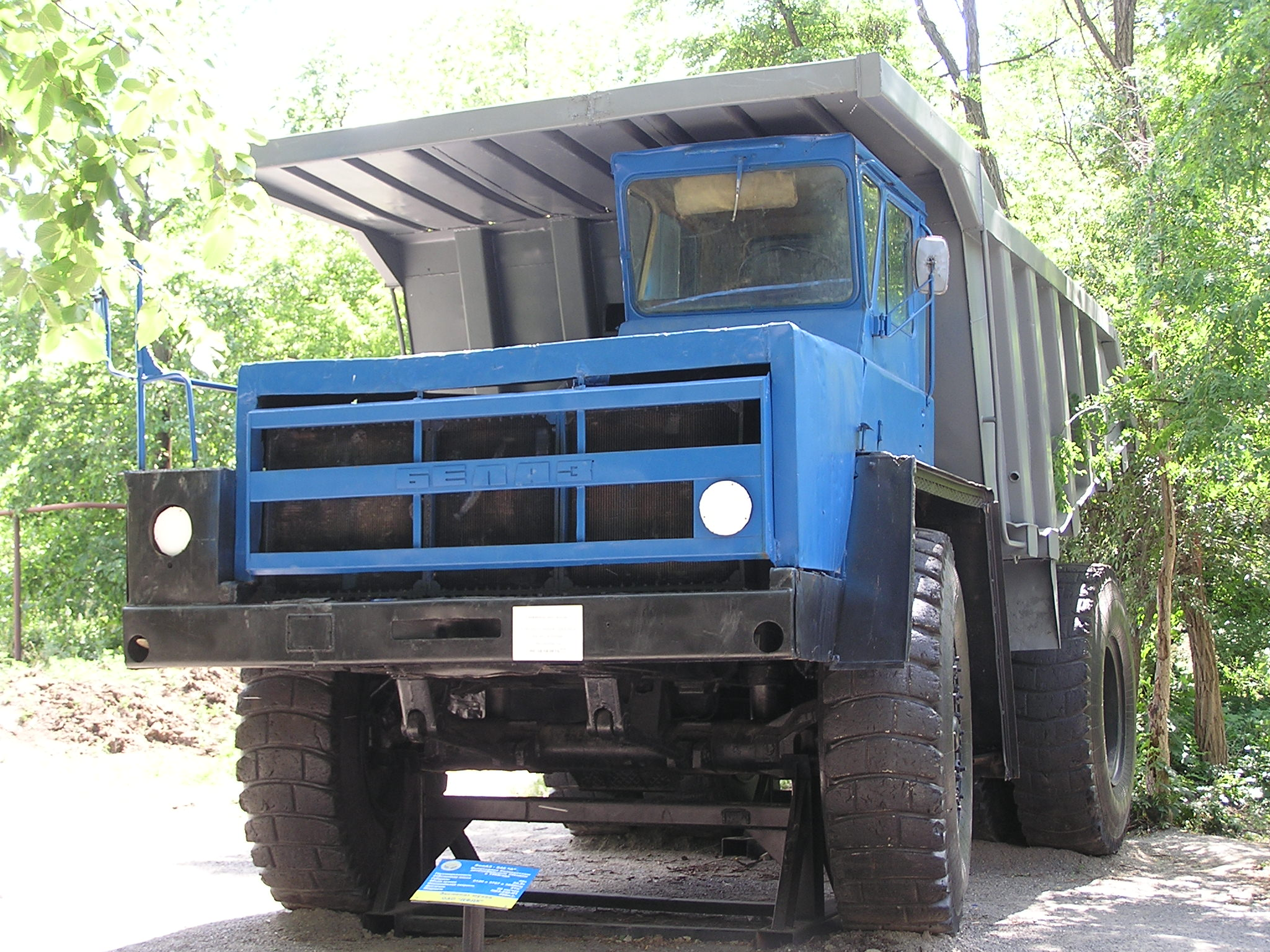
BiełAZ-548A
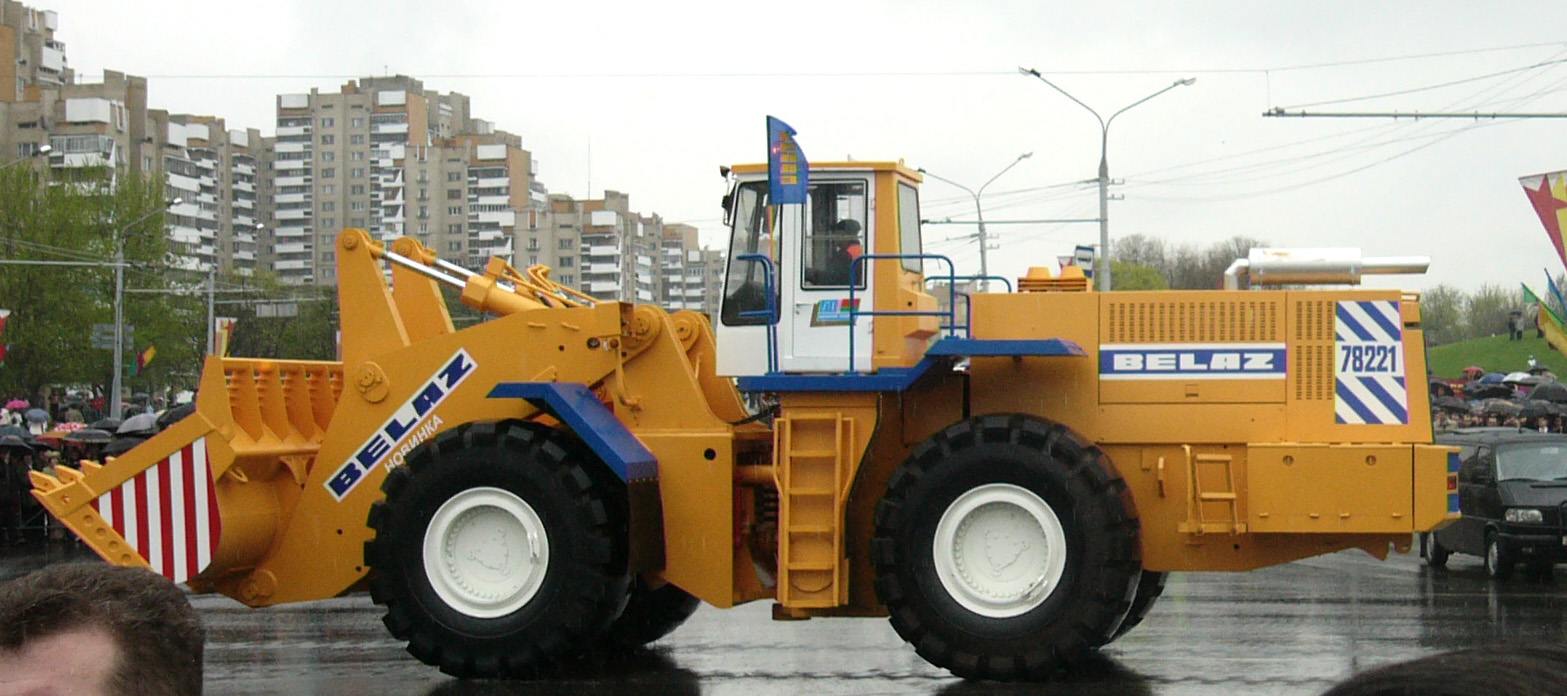
BiełAZ-78221
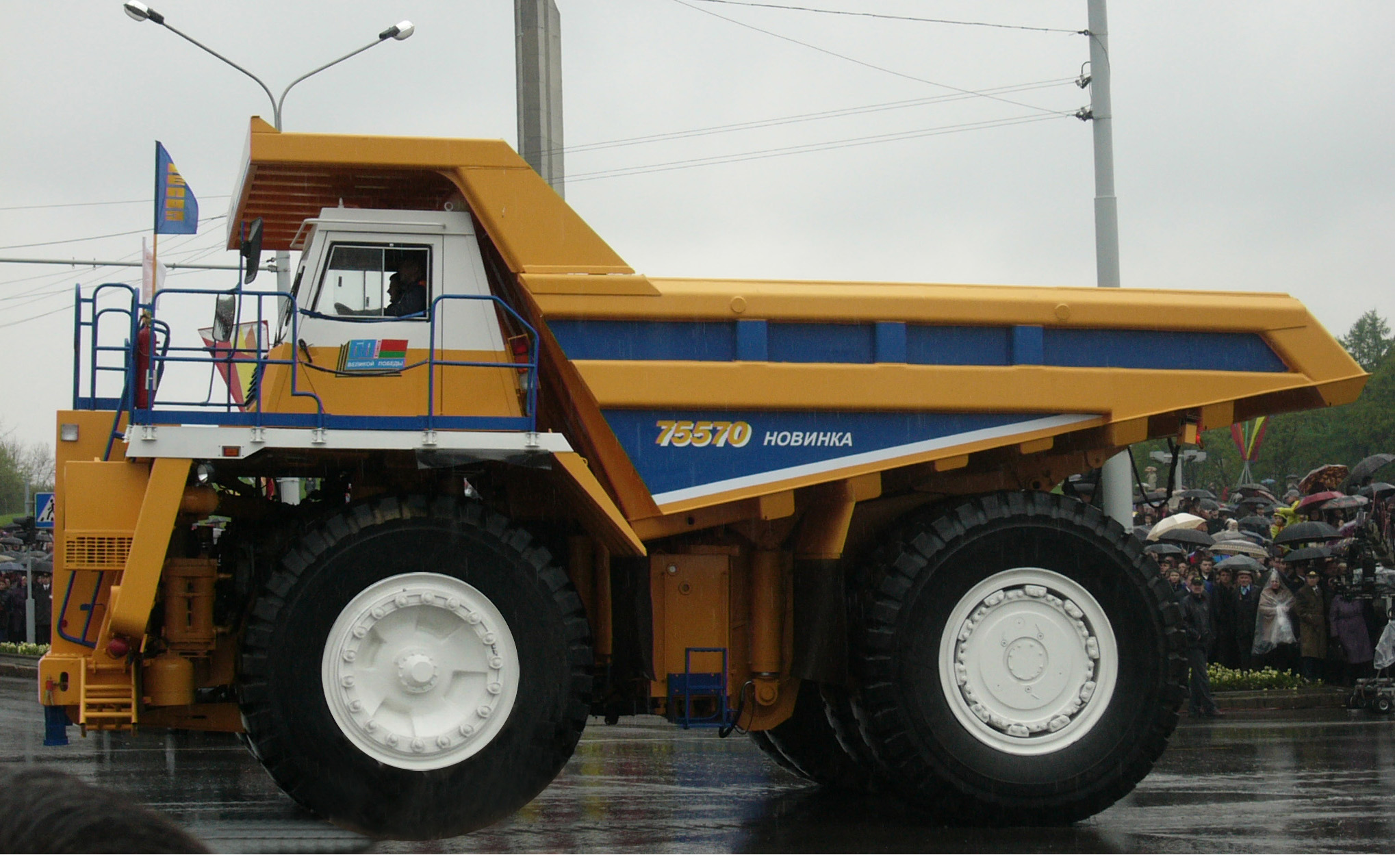
BiełAZ-75570